# Карелино (станция)
Каре́лино — грузопассажирская станция Свердловской железной дороги на ветке Гороблагодатская — Серов (бывшая Богословская железная дорога). Расположена в посёлке Карелино Верхотурского района Свердловской области России.
Станция Карелино и поселение при ней были открыты в 1906 году в составе участка Верхняя — Верхотурье Богословской железной дороги. Станция в основном используется для сортировки и разъезда товарных и пассажирских поездов, а также как остановочный пункт для нужд жителей посёлка. Остановочный пункт имеет один пассажирский посадочный перрон для обоих направлений электричек. При станции есть небольшой одноэтажный деревянный вокзал и водонапорная башня постройки начала XX века с комплексом старинных хозяйственных зданий. От станции отходит подъездной путь к местной электроподстанции.
Через Карелино транзитом следуют поезда дальнего следования Пермь — Приобье и Екатеринбург — Приобье; на станции останавливаются пригородные электропоезда Нижний Тагил — Верхотурье и Нижний Тагил — Серов.